# 138 (číslo)
Sto třicet osm je přirozené číslo. Následuje po číslu sto třicet sedm a předchází číslu sto třicet devět. Řadová číslovka je stý třicátý osmý nebo stoosmatřicátý. Římskými číslicemi se zapisuje CXXXVIII.

## Matematika
Sto třicet osm je
- abundantní číslo
- nešťastné číslo
- nepříznivé číslo

- součet čtyř po sobě jdoucích prvočísel (29 + 31 + 37 + 41)

- sečtením tohoto čísla s jeho zrcadlovým obrazem (číslem s opačným pořadím číslic) vznikne palindromické číslo (138 + 831 = 969).

## Chemie
- 138 je nukleonové číslo nejběžnějšího a zároveň nejtěžšího přírodního izotopu barya.[1]

## Doprava
- Silnice II/138 je česká silnice II. třídy vedoucí na trase Zvíkovské Podhradí – Záhoří – Albrechtice nad Vltavou – Temelín[2]

## Roky
- 138
- 138 př. n. l.